# Mitchell Chaffee
Mitchell Alex Chaffee, född 26 januari 1998, är en amerikansk professionell ishockeyforward som är kontrakterad till Minnesota Wild i National Hockey League (NHL) och spelar för Iowa Wild i American Hockey League (AHL).
Han har tidigare spelat för UMass Minutemen i National Collegiate Athletic Association (NCAA) och Bloomington Thunder och Fargo Force i United States Hockey League (USHL).
Chaffee blev aldrig NHL-draftad.

## Statistik
| 2013–2014   | Michigan Nationals     |             | 55  | 25 | 16 | 41 | 25 | — | — | — | — | — |
| 2014–2015   | Detroit Honeybaked U16 | HPHL        | 26  | 10 | 18 | 28 | 4  | — | — | — | — | — |
|             | Detroit Honeybaked U18 | HPHL        | 2   | 1  | 0  | 1  | 2  | — | — | — | — | — |
| 2015–2016   | Bloomington Thunder    | USHL        | 54  | 7  | 6  | 13 | 40 | 4 | 0 | 0 | 0 | 0 |
| 2016–2017   | Bloomington Thunder    | USHL        | 35  | 7  | 4  | 11 | 34 | — | — | — | — | — |
|             | Fargo Force            | USHL        | 14  | 1  | 4  | 5  | 4  | 3 | 1 | 0 | 1 | 0 |
| 2017–2018   | UMass Minutemen        | NCAA        | 39  | 13 | 11 | 24 | 22 | — | — | — | — | — |
| 2018–2019   | UMass Minutemen        | NCAA        | 40  | 18 | 24 | 42 | 33 | — | — | — | — | — |
| 2019–2020   | UMass Minutemen        | NCAA        | 30  | 16 | 13 | 29 | 16 | — | — | — | — | — |
| 2020–2021   | Iowa Wild              | AHL         | 28  | 2  | 15 | 17 | 16 | — | — | — | — | — |
| 2021–2022   | Minnesota Wild         | NHL         | 1   | 0  | 0  | 0  | 0  | — | — | — | — | — |
|             | Iowa Wild              | AHL         | 45  | 22 | 15 | 37 | 12 | — | — | — | — | — |
| NHL totalt  | NHL totalt             | NHL totalt  | 1   | 0  | 0  | 0  | 0  | — | — | — | — | — |
| AHL totalt  | AHL totalt             | AHL totalt  | 55  | 25 | 16 | 41 | 25 | — | — | — | — | — |
| NCAA totalt | NCAA totalt            | NCAA totalt | 109 | 47 | 48 | 95 | 71 | — | — | — | — | — |
| USHL totalt | USHL totalt            | USHL totalt | 103 | 15 | 14 | 29 | 78 | 7 | 1 | 0 | 1 | 0 |